# Krajinski arhitekt
Krajinski arhitekt je oseba, ki je izobražena na področju krajinske arhitekture. Delo krajinskega arhitekta obsega: analiza lokacije, inventarizacijo lokacije, prostorsko načrtovanje, projektiranje zasaditev, ocenjevanje, upravljanje meteorne vode, trajnostno načrtovanje, izdelava vseh faz projektov za izgradnjo in vzdrževanje, vsi načrti po veljavnih gradbenih predpisih.
Izraz "krajinski arhitekt" je dovoljeno nositi le registriranim članom zbornice arhitektov (Zbornica za arhitekturo in prostor Slovenije - ZAPS) - poleg ustrezne univerzitetne izobrazbe - odvisno od države. Do pred nekaj leti je bilo običajno, da je bilo treba izpolniti pred začetkom študija še hortikulturno vajeništvo (po navadi pri urejanju vrtov in okolice ali v drevesnicah), kar pa danes ni aktualno.
Krajinski arhitekti so lahko samostojni podjetniki in zaposleni ali uradniki v upravah in organizacijah.

## Zgodovina
Izraz "krajinski arhitekt" se je v literaturi prvič pojavil pri  Johannu Georgu Sulzerju leta 1778. Bil je švicarski teolog in filozof razsvetljenstva. Njegova Allgemeine Theorie der Schönen Künste (Splošna teorija lepih umetnosti) je bila prva enciklopedija v nemškem jeziku, ki je sistematično pokrivala vsa področja estetike. Na splošno pa je bilo o vrtnarskem umetniku govora v 18. in 19. stoletju. Od 1900 se je uveljavil izraz vrtnarski arhitekt. Hkrati je iz Amerike prišel izraz krajinski arhitekt (prvič uporabljen za Fredericka Law Olmsteda, oblikovalca Centralnega parka v New Yorku) in v Franciji arhitekt pejsažev. Standardna uporaba izraza krajinski arhitekt je šele od leta 1945.

## Obseg dejavnosti
Krajinski arhitekt se ukvarja z načrtovanjem pokrajine ali odprtih prostorov znotraj in zunaj mest, vasi in skupnosti. Za to izdeluje različne načrte in nadzira njihovo izvajanje kot vodja gradnje. Tematski spekter sega od čiste zasnove do okoljskih vprašanj.

### Konceptualno sektorsko načrtovanje v prostoru
Možne dejavnosti na tem področju so mestni zeleni koncepti, oblikovanje in akcije za zadovoljevanje mestnih problemov in nalog v okviru preoblikovanja degradiranih območij, ozelenjevanja,… in načrtovanje turizma in trajnostnega razvoja mest.

### Načrtovanje objektov
Področje snovanja objekta je obsežno kot poklicna dejavnost načrtovanja zgoraj opisanih področij. Načrtovanje vključuje študije, idejni projekt, oblikovanje, odobritev in načrtovanje izvajanja, spremljanje gradnje, pripravo smernic pri izvajanje del in vzdrževanju, tehnično svetovanje lastnikom stavbe v zasebnih, poslovnih in javnih sektorjih.
Naloge se v skladu z različnimi zahtevami in strukturo kupcev spreminjajo. Segajo od vrtnega svetovanja na zasebnih vrtovih, javnih trgih, poslovnih prostorih, športnih igriščih, do okolice spomenikov in projektov za obnovo v zavarovanem območju. Na nekaterih področjih so specializirani krajinski arhitekti, npr. arhitekti golf igrišč.

### Razvojno načrtovanje
V okviru razvojnega načrtovanja krajinski arhitekti skupaj z arhitekti med drugim sodelujejo pri pripravi krajinskih načrtov, presoje vplivov na okolje (PVO), načrtov ohranjanja krajine in prostorskih načrtov. Slednji so del načrtovanja vseh okoljskih vidikov, vključno z ohranjanjem narave. Okoljsko poročilo soustvari tudi krajinski arhitekt v povezavi z ustreznimi strokovnjaki različnih strok. Cilj tega je, da se določi vpliv na okolje načrtovanega razvoja v okviru razvojnega načrtovanja in vrednotenja.

## Združenja
Strokovno združenje v Nemčiji je Zveza nemških krajinskih arhitektov (Bund Deutscher Landschaftsarchitekten - BDLA), v Švici Zveza švicarskih krajinskih arhitektov in arhitektinj (Bund Schweizer Landschaftsarchitekten und Landschaftsarchitektinnen - BSLA), v Avstriji avstrijska družba za krajinsko arhitekturo in krajinsko načrtovanje (Österreichische Gesellschaft für Landschaftsplanung und Landschaftsarchitektur - ÖGLA), v Sloveniji je Društvo krajinskih arhitektov Slovenije. Mednarodna krovna organizacija je Mednarodna zveza krajinskih arhitektov (International Federation of Landscape Architects - IFLA).